# 朱聰洌
怀仁僖康王朱聪洌（1488年—1529年），明朝怀仁恭和王朱成鈀的嫡六子，王妃范氏所生次子，兼理怀仁府事镇国将军，追封怀仁王。

## 生平
弘治五年（1492年）五月被赐名。同年，朱成钯去世，由朱聪洌的兄长朱聪淑袭封。朱聪洌受封镇国将军，弘治九年（1496年）五月按制度赐诰命冠服。
正德十二年（1517年），朱聪淑去世，无子，朱聪洌暂兼理怀仁府事。
嘉靖元年（1522年）十月，因懷仁王府輔國將軍朱成鎖、奉國將軍朱聰泝夫人趙氏、儀賓張立各自酗酒毆人，為巡按御史沈俊所彈劾。明世宗下敕書令朱聪洌切責朱成鎖等，將張立交给官吏治罪。
嘉靖八年（1529年），朱聪洌去世，嫡长子辅国将军朱俊榭管怀仁王府事。

## 身后
嘉靖二十二年（1543年）十二月，朱俊榭受册封袭封怀仁王，朱聪洌也因而被追封为僖康王。朱俊榭死后，因为其袭封伯父的王位属于旁支袭爵的“冒封”，王位没有继续传承，怀仁国除。

## 评价
- 《弇山堂别集》卷074：小心畏忌，人民安樂。